# Nutka-Himbeere
Die Nutka-Himbeere (Rubus nutkanus) oder früher auch als Weiße Zimthimbeere (Rubus parviflorus) bezeichnet ist eine Pflanzenart aus der Gattung Rubus innerhalb der Familie der Rosengewächse (Rosaceae). Sie ist in Nordamerika weitverbreitet.

## Beschreibung

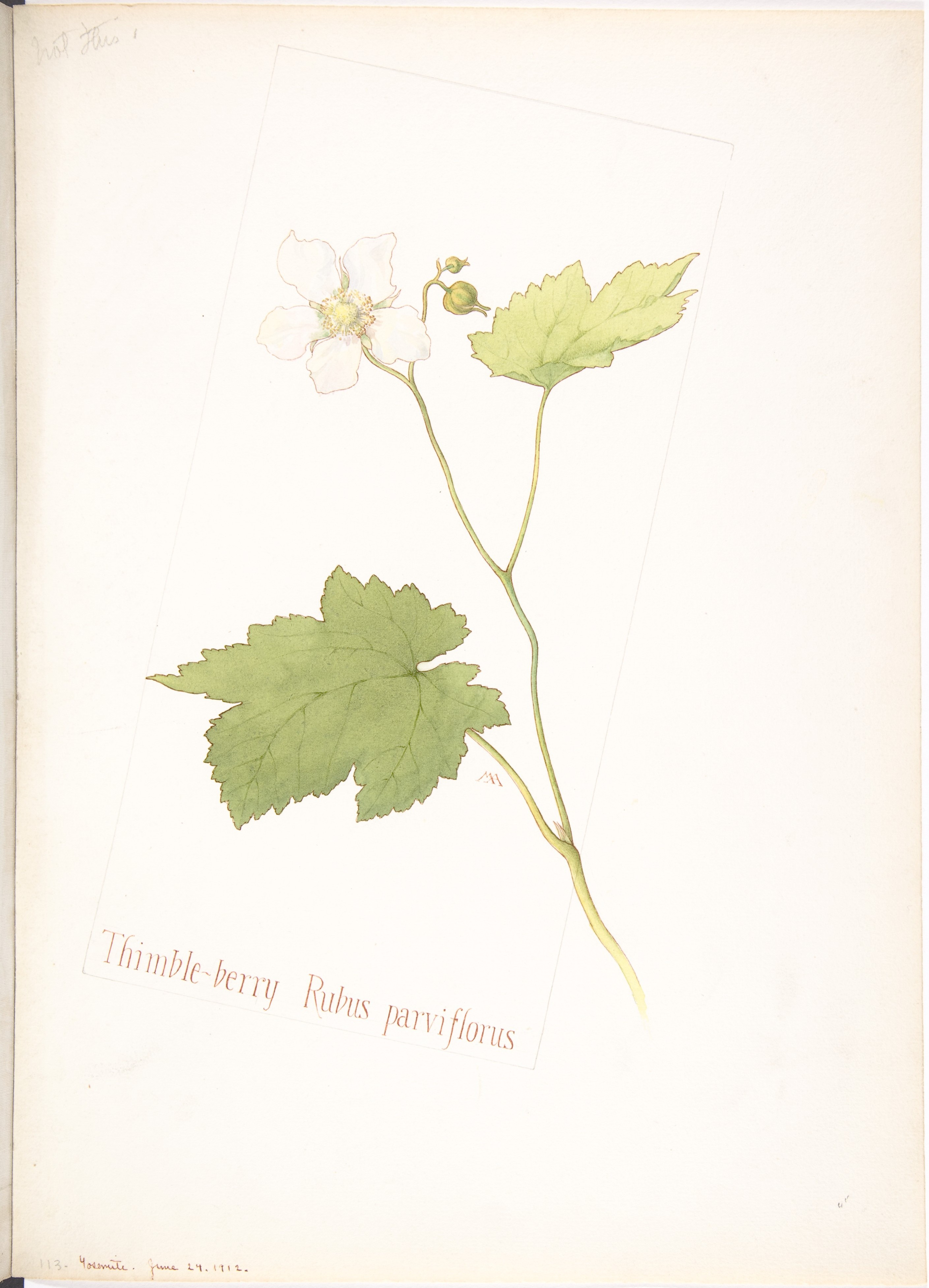
Illustration

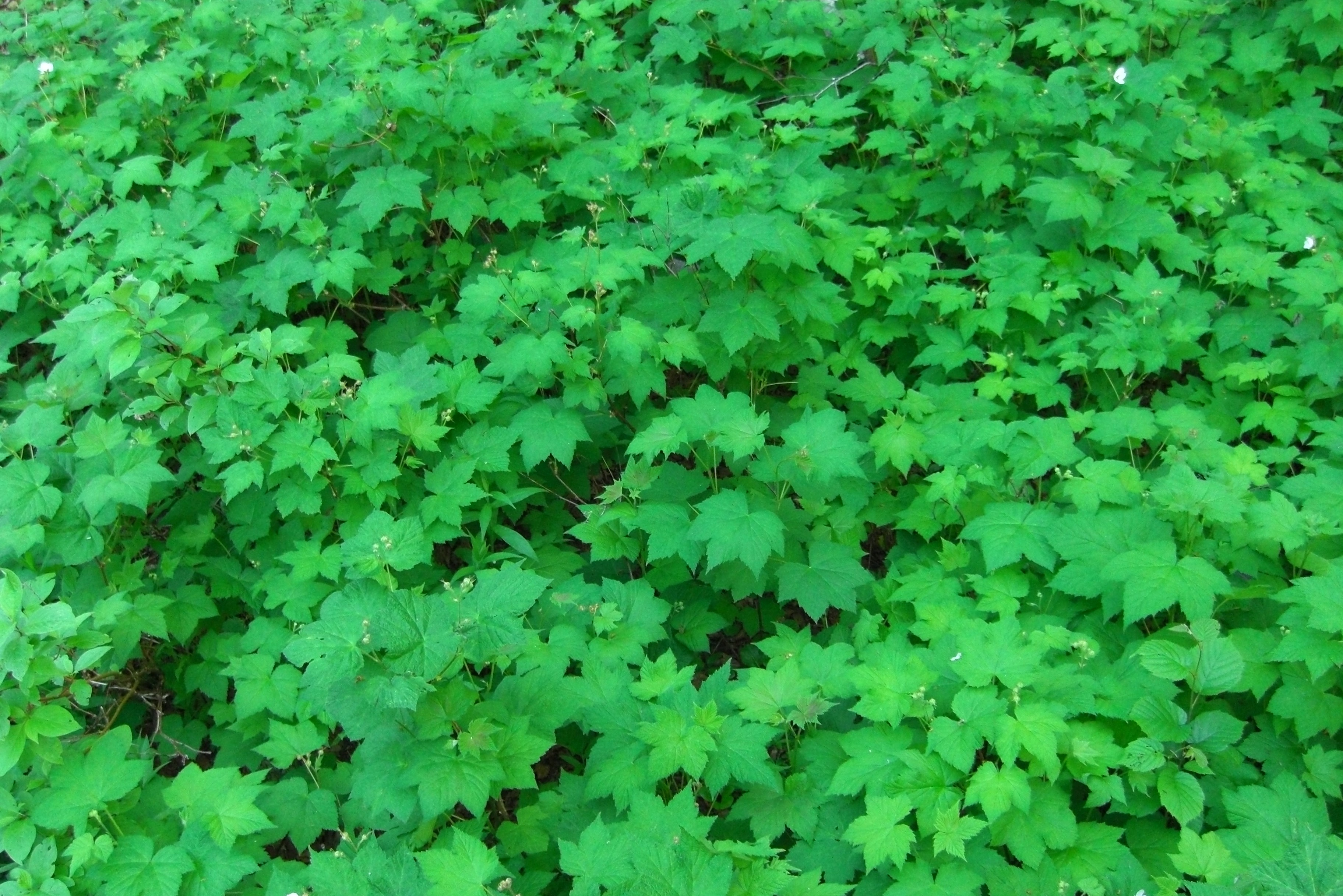
Habitus und Laubblätter

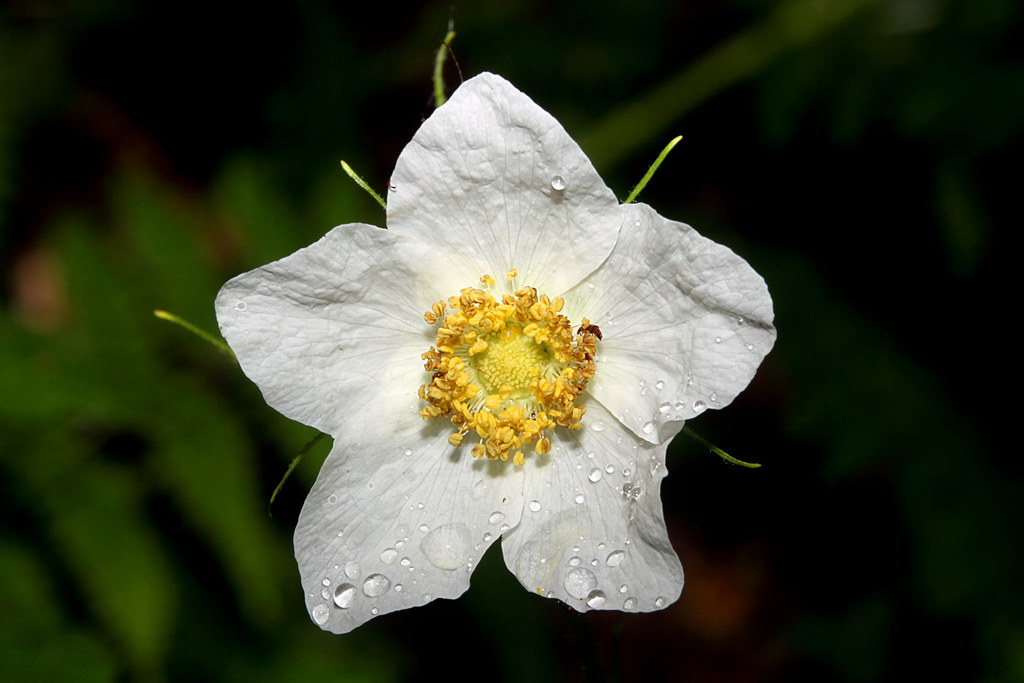
Radiärsymmetrische Blüte

### Vegetative Merkmale
Rubus nutkanus ist ein dichter, laubabwerfender Strauch und erreicht Wuchshöhen von 0,5 bis 2,0, selten bis zu 3 Metern. Er wächst oft in großen Beständen, die sich durch unterirdische Rhizome ausbreiten. Die aufrechten Äste werden zwei Jahre alt und besitzen höchstens Durchmesser von 1,5 Zentimetern. Die Rinde ist anfangs spärlich behaart, später verkahlend und besitzt Drüsen. Im Gegensatz zu vielen anderen Rubus-Arten hat die Nutka-Himbeere keine Stacheln.
Die wechselständig angeordneten Laubblätter sind in Blattstiel und Blattspreite gegliedert. Die einfache, Blattspreite ist mit einer Länge von 5 bis 20 Zentimetern sowie einer Breite von 5 bis 25 Zentimetern viel größer als bei den meisten anderen Rubus-Arten und im Umriss kreis- bis nierenförmig mit herzförmiger Spreitenbasis. Die handförmig gelappte Blattspreite ist leicht bis moderat tief und selten drei- oder sieben-, meist fünflappig. Der Blattrand ist grob, unregelmäßig gesägt oder doppelt gesägt. Die Spreitenspitze ist kurz zugespitzt oder stumpf. Die Blattunterseite ist kahl bis dicht behaart und es sind Drüsenhaare vorhanden. Die untereinander freien, aber mit dem Blattstiel verwachsenen Nebenblätter sind bei einer Länge von 5 bis 15 Millimetern lanzettlich bis eiförmig.

### Generative Merkmale
Die end- und seitenständigen, zymösen bis thyrsusförmigen Blütenstände enthalten meist drei bis sieben (1 bis 15) Blüten. Der Blütenstiel ist spärlich bis moderat behaart und moderat bis dicht mit gelblichen bis rötlichen Drüsen bedeckt.
Die Blüten von Rubus nutkanus gehören mit Durchmessern von 2 bis 6 Zentimetern zu den größten in der Gattung Rubus. Die zwittrigen Blüten sind radiärsymmetrisch und fünfzählig mit doppelter Blütenhülle. Es sind fünf Kelchblätter vorhanden. Die fünf freien, weißen Kronblätter sind bei einer Länge von meist 14 bis 22 (10 bis 28) Millimetern breit verkehrt-eiförmig. Es sind zahlreiche blassgelbe Staubblätter vorhanden. Die Staubfäden sind fadenförmig. Die vielen Fruchtblätter sind im oberen Bereich dicht behaart. Die Griffel sind keulenförmig und kahl.
Die essbaren Sammelfrüchte sind bei einem Durchmesser von 1 bis 1,8 Zentimetern halbkugelförmig und reifen leuchtend rot im Hoch- bis Spätsommer. Es sind 50 bis 60 Steinfrüchte vorhanden, die sich leicht vom Fruchtboden lösen. Wie bei anderen Himbeeren handelt es sich nicht um echte Beeren, sondern um Sammelsteinfrüchte, die um einen zentralen Fruchtboden angeordnet sind. Die einzelnen Steinfrüchte können vorsichtig vom Fruchtboden entfernt werden; sie zeigen so ihre Ähnlichkeit mit einem Fingerhut, was der Pflanze vielleicht ihren Namen beschert hat, denn die wörtliche Übersetzung von Thimbleberry wäre „Fingerhutbeere“.
Die Chromosomenzahl beträgt 2n = 14.

## Verwechslungsmöglichkeiten
Rubus nutkanus kann mit Rubus spectabilis (englisch auch Salmonberry) oder Rubus occidentalis (englisch gleichfalls Thimbleberry genannt) verwechselt werden.

## Ökologie
Bestäuber von Rubus nutkanus sind Wildbienen, Honigbienen und Hummeln. Die Blätter und Blüten sind Raupen-Nahrung bzw. Nektarquelle für den Schwärmer Proserpinus flavofasciata. Die Früchte sind attraktiv für Vögel.

## Vorkommen
Rubus nutkanus ist im westlichen Nordamerika von Alaska und südlich bis Kalifornien, New Mexico und in den mexikanischen Bundesstaaten Chihuahua sowie San Luis Potosí verbreitet. Ihr Verbreitungsgebiet erweitert sich ostwärts bis zu den Rocky Mountains und diskontinuierlich bis ins Gebiet der Großen Seen. Sie gedeiht in Höhenlagen von Meereshöhe im Norden bis zu 3000 Metern im Süden. Es gibt Fundortangaben für die kanadischen Provinzen Ontario, Alberta sowie British Columbia und die US-Bundesstaaten Alaska, Oregon, Washington, Minnesota, South Dakota, Wisconsin, Michigan, Colorado, Idaho, Montana, Wyoming, Arizona, Kalifornien, Nevada, Utah sowie New Mexico und dem mexikanischen Bundesstaat Chihuahua. Rubus nutkanus ist in vielen Gebieten ein Neophyt.
Rubus nutkanus wächst typischerweise an Straßenrändern, Eisenbahntrassen und Lichtungen; sie ist gewöhnlich ein Erstbesiedler in der ökologischen Sukzession auf Kahlschlägen und Waldbrandflächen.
Die Nutka-Himbeere ist Bestandteil des Unterwuchses in Wäldern; typische Begleitarten sind der Farn Dryopteris arguta, Trillium ovatum und Maianthemum racemosum.

## Taxonomie
Die Erstbeschreibung unter dem illegitimen Namen Rubus parviflorus erfolgte 1818 durch Thomas Nuttall in The Genera of North American Plants. Philadelphia, USA., Volume 1, Seite 308–309. Dieser Name ist ungültig, da das Homonym Rubus parviflorus Tourn. ex Weston bereits 1770 in Botanicus universalis, 1, Seite 258 veröffentlicht wurde. Der gültige Name Rubus nutkanus wurde 1825 durch Nicolas Charles Seringe in Augustin Pyramus de Candolle: Prodromus Systematis Naturalis Regni Vegetabilis, 2, Seite 566 veröffentlicht, wobei Seringe den Namen dem Botaniker José Mariano Mociño zuschrieb. Weitere Synonyme für Rubus nutkanus Moc. ex Ser. sind: Bossekia nutkana Greene, Bossekia parviflora (Nutt.) Greene, Rubacer parviflorum (Nutt.) Rydb., Rubus natkanus G.Don, Rubus nutkanus var. nuttallii Torr. & A.Gray, Rubus nutkanus var. parviflorus (Nutt.) Focke, Rubus velutinus Hook. & Arn., Rubus ribifolius C.K.Schneid., Rubus parviflorus var. bifarius Fernald, Rubus parviflorus var. grandiflorus Farw., Rubus parviflorus var. heteradenius Fernald, Rubus parviflorus var. hypomalacus Fernald, Rubus parviflorus subsp. velutinus (Hook. & Arn.) R.L.Taylor & MacBryde. Da das Artepitheton parviflorus „kleinblütig“ bedeutet und Rubus nutkanus eine der Rubus-Arten mit den größten Blüten ist, wurde jener Name schon immer als unpassend angesehen. Nun wurde 2016 nach nomenklatorischen Regeln dieses Namensproblem, ohne dass darauf abgezielt wurde, hinfällig.

## Nutzung

### Küche
Die Früchte sind kleiner, flacher und weicher als Himbeeren und besitzen viele kleine Samen. Aufgrund der weichen Konsistenz können sie nur schlecht verpackt und versandt werden, so dass sie nur selten kommerziell angebaut werden.
Dessen ungeachtet kann die wilde Nutka-Himbeere roh oder getrocknet gegessen werden. Aus ihr wird Konfitüre hergestellt, welche als lokale Delikatesse in ihrem Verbreitungsgebiet verkauft wird, namentlich auf der Keweenaw-Halbinsel der Oberen Halbinsel des Staates Michigan. Zimt-Himbeeren-Konfitüre wird aus gleichen Teilen Früchten und Zucker hergestellt. Die Masse wird zwei Minuten gekocht und dann in Gefäße abgefüllt. Ohne Zucker sind die gekochten "Beeren" mit ihrem hervorragenden süß-sauren Geschmack einige Zeit im Kühlschrank haltbar und können allen Arten von Desserts und Vinaigrettes zugefügt werden.

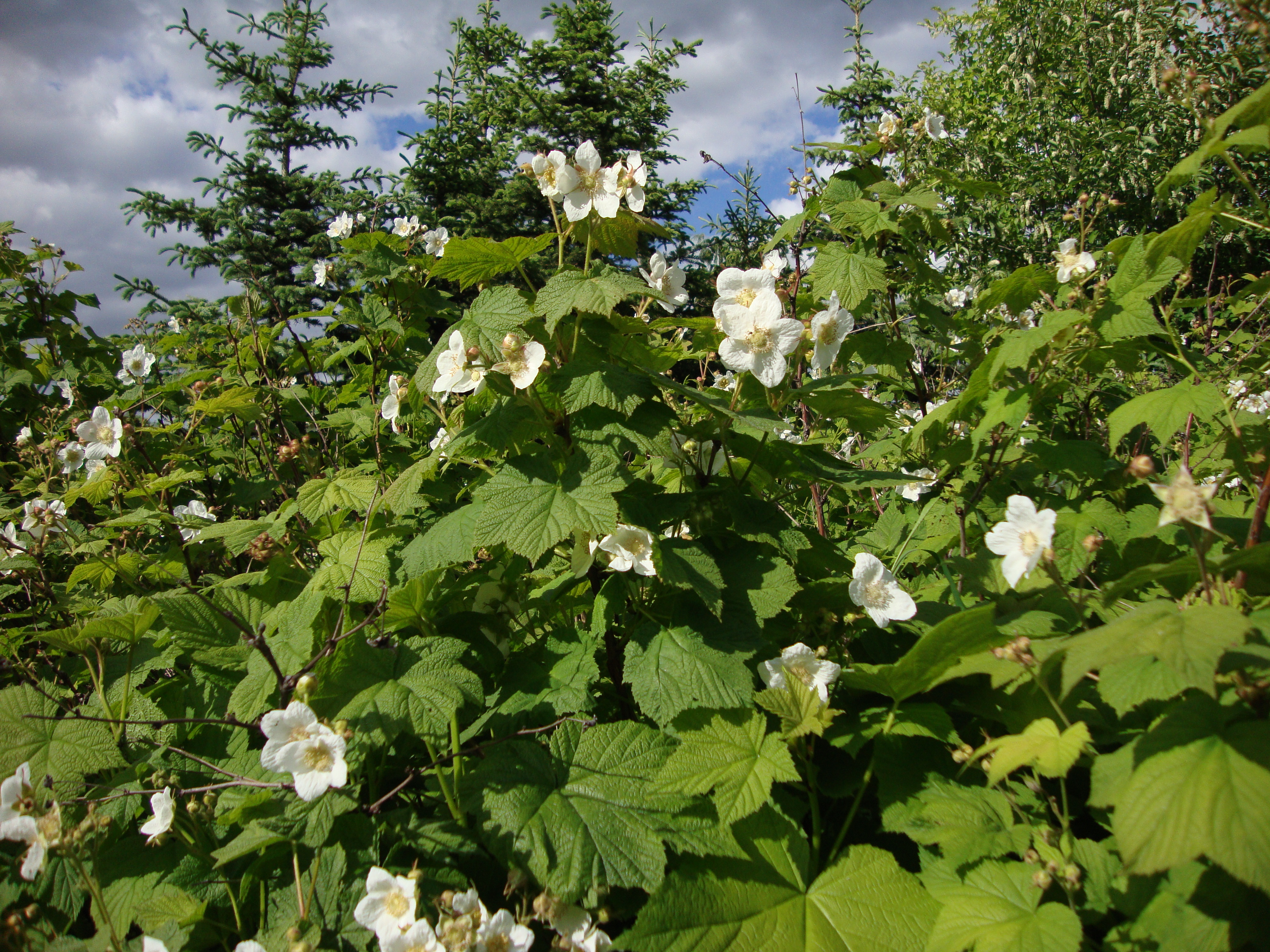
Kultivierte Pflanze im Botanischen Garten der Universität Helsinki, Finnland

### Anbau
Rubus nutkanus wird von spezialisierten Baumschulen als Zierpflanze kultiviert. Sie wird darüber hinaus in traditionellen Naturgärten, im naturnahen Garten- und Landschaftsbau und in Renaturierungsprojekten verwendet. Die Früchte sind wohlriechend. Am erfolgreichsten ist die Vermehrung durch das Pflanzen von dormanten Rhizom-Teilen oder Spross-Abschnitten bzw. durch Samen.

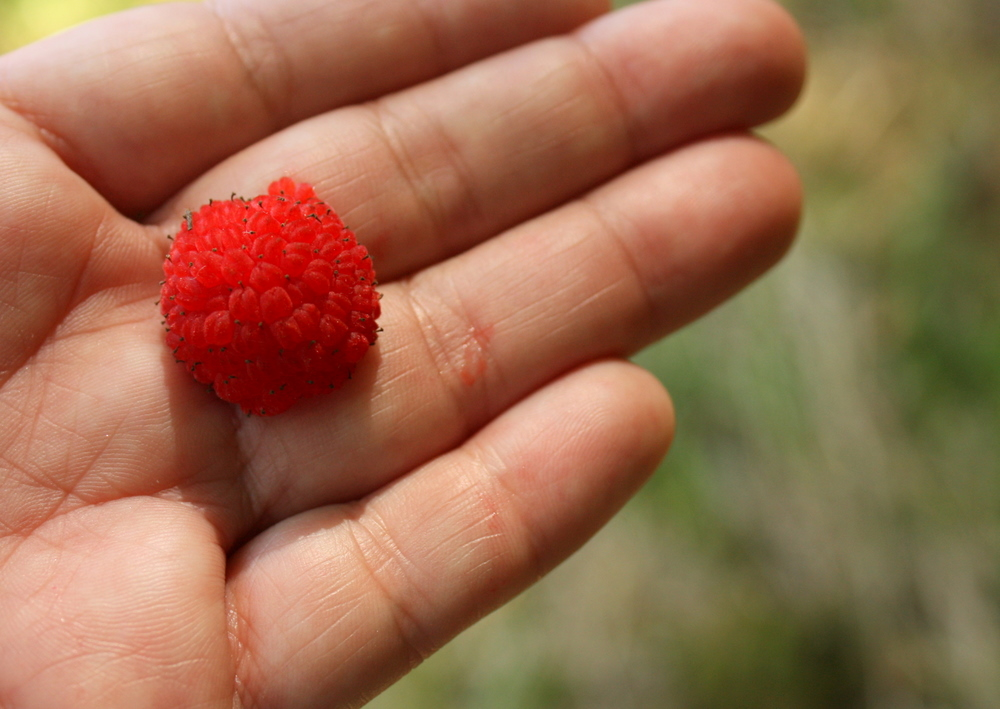
Größe der reifen Nutka-Himbeere

#### Zuchtformen
Cultivare wurden wegen ihrer duftenden Blüten und/oder attraktiven Herbstfärbung in verschiedenen Qualitäten selektiert.
Eine doppelblütige Form der Nutka-Himbeere wurde von Iva Angerman (1903–2008) zwischen Squamish (British Columbia) und West Vancouver entdeckt. Diese Form ist nicht kommerziell in Erscheinung getreten, sondern wird im Botanischen Garten der University of British Columbia in Vancouver und im Royal British Columbia Museum in Victoria (British Columbia) kultiviert.
Eine andere doppelblütige Nutka-Himbeere wurde etwa 1975 von Bob Hornback auf dem Starrett Hill (Monte Rio, Kalifornien) gefunden; sie wurde als Cultivar ‚Dr. Stasek‘ nach einem Kunst-Dozenten der Sonoma State University benannt.

### Medizin
Viele Pflanzenteile von Rubus nutkanus wurden für mannigfaltige medizinische Zwecke durch Indianer genutzt. Nutka-Himbeeren besitzen sehr hohe Gehalte an den Vitaminen A und C und können zur Behandlung von Skorbut eingesetzt werden. Wickel aus getrockneten und pulverisierten Blättern können zur Behandlung von Wunden und Verbrennungen verwendet werden, während die frischen Blätter Akne lindern. Ein Tee aus Blättern oder Wurzeln wird zur Behandlung von Übelkeit, Brechdurchfall oder Dysenterie verabreicht. Die Blätter können auch als natürliches Toilettenpapier benutzt werden.

## Trivialnamen in anderen Sprachen
Der englischsprachige Trivialname ist Thimbleberry.
Die Konkow, ein Stamm der Maidu, nennen diese Art wä-sā’ (Penuti-Sprachen).